# Введенский монастырь (Орёл)
Введенский монастырь — женский монастырь Орловской епархии Русской православной церкви, расположенный в городе Орле.

## История
Основан в 1686 году на левом берегу реки Орёл (Орлик) на месте древнего Афанасьевского погоста (сейчас на этом месте расположена типография «Труд»).
В 1769—1770 годы над воротами была построена Тихвинская надвратная церковь.
В 1844 году после городского пожара 1843 года был переведён на новое место на восточной окраине города при приходской Христо-Рождественской церкви с колокольней, которая строилась в 1801—1822 годы. Это место на высоком берегу реки Оки оказалось весьма удобным для постановления на нём монастыря. Какое-то время был известен как Христорождественский.
31 октября (12 ноября) 1848 года состоялось официальное открытие Введенского монастыря.
Возле Христо-Рождественской и надвратной Тихвинской церквей существовало монастырское кладбище, где хоронили именитых монахинь, настоятельниц и благодетелей монастыря.
Орловское предание связывает с монастырём фигуру Лизы Калитиной из тургеневского произведения «Дворянское гнездо».
В 1923 году монастырь был закрыт и перестроен под рабочий городок железнодорожников, соборный храм и снесены. На месте кладбища была устроена танцплощадка.
В 1993 году монастырь был передан верующим, а в 1995 возродилась и монашеская жизнь. По благословению архиепископа Орловского и Ливенского Паисия (Самчука) монастырь начал восстанавливаться и реставрироваться строения. Тихвинская надвратная церковь отремонтирована и освящена 22 декабря 1994 года. Первый постриг был совершен 27 мая 1995 года. 6 июня 1995 года Священный синод Русской православной церкви благословил открытие монастыря.
В монастыре хранится почитаемый чудотворным список Балыкинской иконы Божией Матери, подаренный обители в 1712 году святителем Иоанном Тобольским.

## Строения
- Церковь Тихвинской иконы Божией Матери
- Церковь Воскресения Словущего
- Часовня Елисаветы Феодоровны